# Galeria (budownictwo)

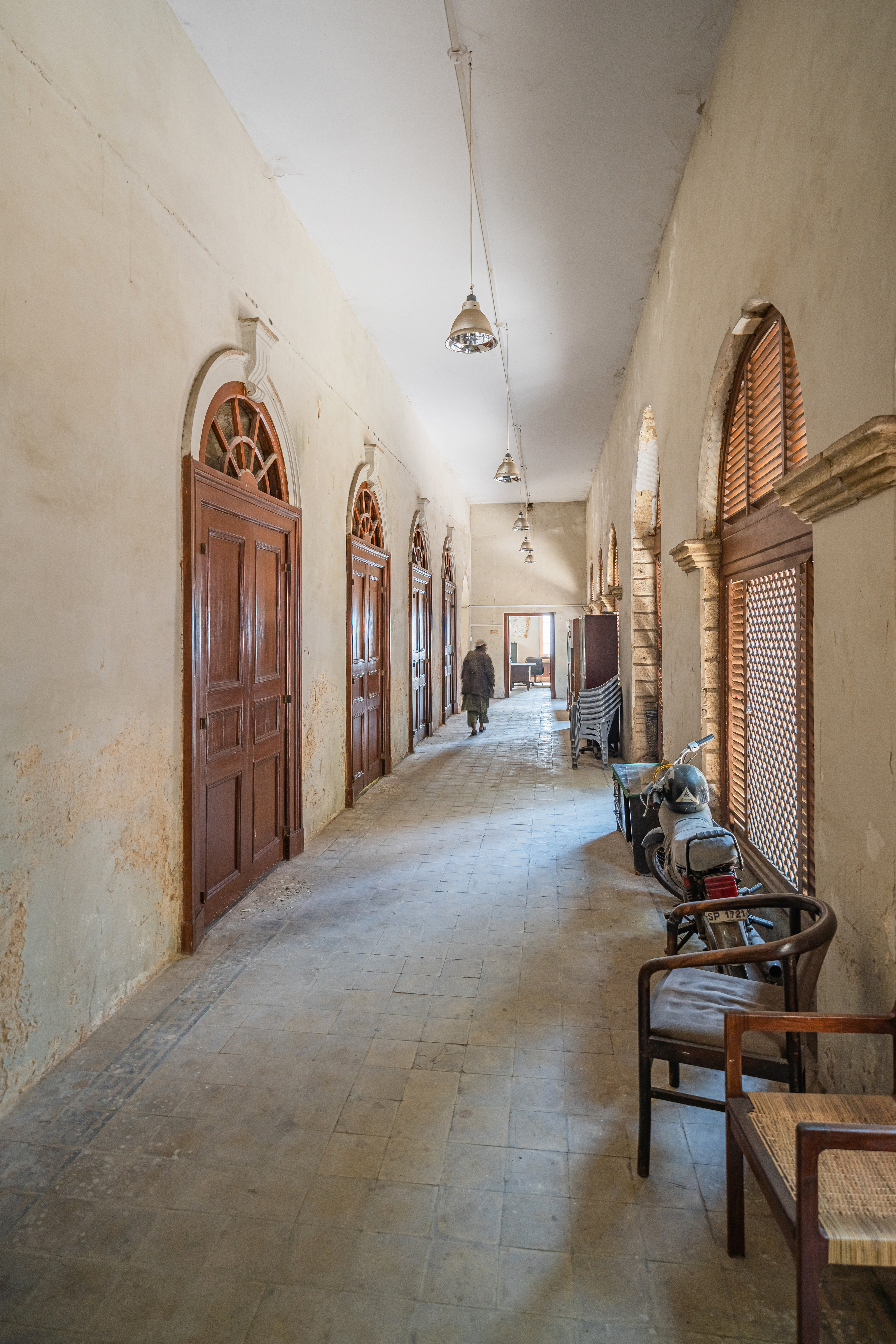
Galeria komunikacyjna.

Galeria – termin definiowany na różne sposoby:
1. Część budynku przeznaczona do celów komunikacyjnych, łącząca schody z poszczególnymi pomieszczeniami. W formie długiego balkonu może występować z lica lub być zawarta w budynku. Takie galerie bardzo często stosowane były w kościołach romańskich i gotyckich.
2. Wydłużone pomieszczenie w formie loggii, empory lub przejścia łączącego dwie odrębne części budowli, położone najczęściej w górnych kondygnacjach. Tego typu galerie stosowane były w barokowej architekturze pałacowej.
3. Najwyżej położony balkon w teatrze.
4. Sala o wydłużonym kształcie w reprezentacyjnym budynku będąca pomieszczeniem wystawowym dzieł sztuki.
5. Galeria strzelecka – obudowany chodnik ze strzelnicami najczęściej położony wzdłuż przeciwskarpy i połączony z wnętrzem fortu za pomocą poterny.